# IV Universiade invernale
La IV Universiade invernale si svolse a Sestriere, in Italia, dal 5 al 13 febbraio 1966. Alle competizioni parteciparono 434 atleti provenienti da 29 nazioni di tutto il mondo.

## Impianti
Per la IV Universiade invernale, vennero utilizzati i seguenti impianti sportivi. La capacità degli impianti è riferita al periodo dei giochi.
| Impianto                 | Comune    | Sport                                    | Capienza | Immagine |
| ------------------------ | --------- | ---------------------------------------- | -------- | -------- |
| Palazzo del ghiaccio     | Torino    | Hockey su ghiaccio Pattinaggio artistico | -        |          |
| Piazzale Fraiteve        | Sestriere | Cerimonia di apertura                    | -        |          |
| Pista di fondo           | Claviere  | Combinata nordica Sci di fondo           | -        |          |
| Salone della Genzianella | Sestriere | Cerimonia di chiusura                    | -        |          |
| Sestriere Borgata        | Sestriere | Sci alpino                               | -        |          |
| Torino Esposizioni       | Torino    | Cerimonia di apertura Hockey su ghiaccio | -        |          |
| Trampolino di Claviere   | Claviere  | Combinata nordica Salto con gli sci      | -        |          |

## Medagliere
Paese ospitante 
| Pos.   | Paese            | Oro | Argento | Bronzo | Totale |
| ------ | ---------------- | --- | ------- | ------ | ------ |
| 1      | Unione Sovietica | 5   | 4       | 3      | 12     |
| 2      | Francia          | 5   | 2       | 1      | 8      |
| 3      | Giappone         | 3   | 2       | 2      | 7      |
| 4      | Svizzera         | 2   | 2       | 2      | 6      |
| 5      | Bulgaria         | 2   | 0       | 0      | 2      |
| 6      | Polonia          | 1   | 4       | 3      | 8      |
| 7      | Ungheria         | 1   | 0       | 0      | 1      |
| 8      | Stati Uniti      | 0   | 2       | 1      | 3      |
| 9      | Cecoslovacchia   | 0   | 1       | 4      | 5      |
| 10     | Austria          | 0   | 1       | 1      | 2      |
| 11     | Romania          | 0   | 1       | 0      | 1      |
| 12     | Italia           | 0   | 0       | 1      | 1      |
| 12     | Germania Ovest   | 0   | 0       | 1      | 1      |
| Totale | Totale           | 19  | 19      | 19     | 57     |